# 하피 (영화)
《하피》(Harpy)는 한국에서 제작된 라호범 감독의 2000년 코미디 공포 영화이다. 이정현 등이 주연으로 출연하였고 안병주 등이 제작에 참여하였다.

## 출연
- 이정현
- 김래원
- 김꽃지
- 조형진
- 조민상
- 김제동
- 김효순
- 박가경
- 이은경
- 박소희
- 이정민
- 조덕현
- 임혜미
- 동방우
- 송경철
- 이미지
- 이선영
- 이영란

## 기타
- 제작총지휘: 김명수
- 프로듀서: 이준일
- 제작이사: 이준일
- 제작부: 정경애
- 제작부: 박자명
- 제작관리: 김은주
- 촬영부: 이승민
- 촬영부: 최세규
- 촬영부: 최정순
- 촬영부: 이상훈
- 조명: 손달호
- 조명부: 손영훈
- 조명부: 최광진
- 조명부: 송정환
- 조명부: 신성수
- 스틸: 이동희
- 조감독: 김대석
- 조감독: 이윤철
- 조감독: 김철웅
- 연출부: 남창진
- 연출부: 이윤석
- 연출부: 장진석
- 스크립터: 마혜선
- 녹음: 김봉수
- 녹음: 박지만
- 동시녹음: 손규식
- 사운드: 김영호
- 미술: 김성훈
- 특수효과: 한룡
- 무술감독: 권성한
- 분장: 김미령
- 분장: 장혜령
- 분장: 최리희
- 의상: 박현준
- 의상: 이민희
- 네가편집: 박은경
- 녹음부: 유명종
- 녹음부: 이진우
- 소품: 박미영